# غوردون موسكوفيتش
غوردون موسكوفيتش (بالإنجليزية: Gordon Moskowitz)‏ هو عالم نفس أمريكي، ولد في 6 أكتوبر 1963.